# 韋謝拉達恰
47°35′14″N 33°26′19″E / 47.58722°N 33.43861°E
韋謝拉達恰（烏克蘭語：Весела Дача），是烏克蘭中部的村莊，隸屬第聶伯羅彼得羅夫斯克州的克里維里赫區。該村分別距離達奇涅1公里、扎波里日扎和科紹韋2公里，海拔高度86米，2001年人口116。